# Robert Williams (arciere)
Robert W. Williams, Jr. (Contea di Franklin, 24 gennaio 1841 – Washington, 10 dicembre 1914) è stato un arciere statunitense.
Partecipò alle gare di tiro con l'arco ai Giochi olimpici di Saint Louis 1904, dove vinse una medaglia d'oro nella gara a squadre e due medaglie d'argento nel doppio York e doppio americano.
Prima di prendere parte alle Olimpiadi, Williams fu campione nazionale di doppio York tre volte e campione nazionale di doppio americano per sei volte.

## Palmarès
In carriera ha conseguito i seguenti risultati:
- Giochi olimpici

St. Louis 1904: una medaglia d'oro nella gara a squadre e due medaglie d'argento nel doppio York e doppio americano.